# Machina/The Machines of God
Machina/The Machines of God — пятый студийный альбом американской рок-группы The Smashing Pumpkins, выпущенный 29 февраля 2000 года на лейбле Virgin Records. Для записи этого концептуального альбома в группу вернулся её бывший барабанщик Джимми Чемберлин. По задумке Билли Коргана, этот диск должен был стать последней работой коллектива перед распадом. Сиквел этого альбома — Machina II/The Friends & Enemies of Modern Music — вышел несколькими месяцами позже, музыканты продвигали его своими силами через интернет.
Как и его предшественник Adore, Machina резко контрастировал с прежним звучанием группы и также не снискал успеха в чартах. В отличие от относительно короткого турне в поддержку Adore, на этот раз группа организовала более длительные международные гастроли, в ходе которых музыканты вернулись к своим хард-роковым корням. Новый концертный состав включал Чемберлина и бывшую басистку группы Hole Мелиссу Ауф дер Маур.

## Предыстория
После окончания турне в поддержку Adore, которое завершилось во второй половине 1998 года, Билли Корган сразу же приступил к работе над новым материалом, несколько свежих песен были готовы уже в октябре того же года. В том же месяце все четверо музыкантов «золотого состава» провели совет, где решили, что Джимми Чемберлин должен вернуться в группу и что новый альбом и предстоящие гастроли станут последними для The Smashing Pumpkins, после чего они будут расформированы окончательно. «Если вы хотите понять, что дало группе возвращение Джимми, просто послушайте Adore и нашу новую запись одну за другой. Это всё объяснит» — заявил Корган в интервью журналу Q.
Корган задумал масштабную, концептуальную запись в сочетании с музыкально-театральными постановками на сцене, в основе которой лежала идея, что музыканты будут изображать утрированную версию самих себя, такими, какими представляли их пресса и публика. Позднее он объяснял, что поскольку в прессе участников группы изображали к этому времени совершенно карикатурно, идея состояла в том, чтобы и вести себя на сцене как карикатурные персонажи.

Сюжетная схема дилогии Machina/The Machines of God (I и II) нарисованная Билли Корганом

Эта идея стала концепцией для сюжета — он закручен вокруг рок-звезды по имени Зеро (англ. Zero) (на основе публичного образа Коргана), который, услышав голос Бога, переименовывает себя в Гласса (англ. Glass), а свою группу в The Machines of God. Фанаты этой группы именуются «Ghost Childrens».
Корган начал записывать демо-материал в конце 1998 года, группа собралась для студийных записей в начале 1999 года.

## Запись
В конце 1998 года, как это уже делалось с предыдущими альбомами, первые, акустические варианты песен были записаны в доме Коргана. После этого группа приступила к более тщательной работе над материалом в студии Chicago Recording Company. Запись велась с командой, ранее уже занимавшейся созданием Adore — сопродюсером Марком (Фладом) Эллисом и звукоинженерами Говардом Уиллингом и Бьорном Торсрудом.
Музыканты сделали перерыв в апреле 1999 года, чтобы провести мини-турне Arising!, отыграв девять концертов в небольших клубах. По окончании этого мероприятия с группой рассталась басистка Д’арси Рецки, оставив своих бывших коллег в сложном положении. Позже Корган рассказывал, что уход Рецки поставил под угрозу весь проект, поскольку её участие было важным не только для достижения нужного качества записи, но и для устоявшегося публичного образа группы: «У меня на руках оказалась разбитая группа, не горящая энтузиазмом заканчивать уже начатый проект».

По словам Флада, было решено полностью изменить концепцию альбома, по сути начав с нуля. В итоге на диск попало несколько песен из первого варианта, но принцип компоновки песен был изменён. Корган подчёркивал, что в начатом с нуля процессе записи альбома больше внимания уделялось совершенствованию песен, чем общей концепции: 
Мы провели большую часть времени, добиваясь максимального развития каждой песни по определённому пути. Таким образом, если эта песня должна была зазвучать как прото-кибер-метал, мы постарались сделать его максимально «прото» и максимально «кибер». Если трек задумывался как акустическая песня, то мы старались не скатиться в клише рок-баллад. Именно на это мы потратили большую часть времени. А сами песни сочинялись примерно за один день.
В итоге театральный аспект предстоящих концертов был сведён к минимуму. Тематика многих песен посвящена любви и разрыву отношений (как романтических, так и дружеских), большинство из них — намёк на самих музыкантов. Корган описал «This Time», как песню о своей любви к группе. Звучание получившегося альбома он охарактеризовал как «рок-н-рольная основа плюс эмоциональность поп-музыки». Если источником вдохновения для Adore послужила электронная музыка, то Machina представляла собой возвращение группы к дисторшну своих ранних записей, хотя синтезаторы и акустические гитары всё ещё фигурируют на некоторых треках.

## Выпуск и продвижение
Корган представил Machina руководству Virgin Records в виде двойного альбома, но лейбл не был заинтересован в таком варианте после низких продаж Adore. В итоге Machina была выпущена в формате однодискового альбома 29 февраля 2000 года, в некоторых магазинах к нему прилагался бонусный диск — Still Becoming Apart.
Изначально первым синглом планировалось выпустить композицию «Stand Inside Your Love» (для неё даже было снято музыкальное видео), но в последнюю минуту решение изменили в пользу песни «The Everlasting Gaze» — она вышла как промосингл для радио в декабре 1999 года. «Stand Inside Your Love» была выпущена в качестве первого коммерческого сингла 21 января 2000 года. Также был издан ещё один промосингл — «I of the Mourning», он получил ограниченную ротацию. «Heavy Metal Machine» был издан в качестве промосингла на компакт-кассетах, но не распространялся на радиостанциях.
9 марта группа отправилась на в Broadway Studios (Нью-Йорк), дабы отыграть получасовой сет в прямом эфире передачи @MTV Week. В ходе шоу они исполнили песню «The Everlasting Gaze», а после прямых телефонных и онлайн-выборов между ещё тремя песнями с альбома Machina — спел «I of the Mourning». В получасовое шоу вошли также интервью ведущего Карсона Дейли и онлайн-чат с членами группы и интерактивное онлайн-видео для «The Crying Tree of Mercury».
23 мая Корган объявил на радио KROQ-FM, что группа будет расформирована в конце года. Музыканты вновь собралась в студии, чтобы закончить оставшуюся часть Machina, но руководство Virgin Records не было заинтересовано в этом материале, поэтому в итоге группа выпустила Machina II самостоятельно в сентябре 2000 года, раздав диски фанатам, чтобы те распространили их через Интернет.
Клип на последний сингл «Try, Try, Try», снятый режиссёром Юнасом Окерлундом, вышел 11 сентября 2000 года, но получил мало эфирного времени из-за своего откровенного содержания.

### Glass and The Machines of God

«Glass and the Machines of God», персонажи имеют внешнее сходство с музыкантами The Smashing Pumpkins

Хотя оригинальная концепция не была реализована в полной мере, тема Гласса была тесно связана с выпуском альбома и его продвижением. Так, была выпущена серия рассказов Коргана под названием «Glass and the Machines of God», её первые части были напечатаны на буклете компакт-диска, а последующие публиковались в Интернете. Дополнительные литературные материалы, озаглавленные «Chards of Glass», выкладывались группой в Интернет во время турне. Корган предложил фанатам разгадать «тайну Machina», на которую делались намёки на протяжении всей серии публикаций, и в декабре 2000 года разместил в сети наиболее понравившиеся ему фанатские интерпретации.
Изображения в буклете были серией картин Василия Кафанова, которые вольно интерпретировали историю альбома, намекая на темы, связанные с алхимией, химией, металлургией, физикой, медициной, астрологией, семиотикой, мистикой, спиритизмом и искусством. В 2001 году альбом был номинирован на «Грэмми» в категории «Лучшее оформление альбома».
В июне 2001 года Джим Эванс и Бен Аллгуд запустили вирусную интернет-кампанию с помощью доски объявлений сайта The Smashing Pumpkins, призвав пользователей искать в Интернете таинственные сайты и видеоролики. Этот ранний образец использования в интернете игры в альтернативной реальности завершился объявлением о том, что все это было часть маркетинговой акции фирмы Sony с целью рекламы интернет-мультсериала на основе истории Machina. Но сериал был заморожен до того, как был завершён хотя бы один эпизод, отчасти из-за меняющихся обстоятельств, связанных с реализацией альбома, хотя несколько отрывков все же просочились на YouTube. Корган подтвердил, что в Интернете можно найти отдельные куски, но съёмки завершены не были: «Это бы по крайней мере объяснило, что же такое я пытался сделать. Я и сам теперь не уверен, что именно я пытался сделать. Но что-то сделать я пытался».

## Отзывы критиков
| Совокупная оценка    | Совокупная оценка |
| Источник             | Оценка            |
| -------------------- | ----------------- |
| Metacritic           | (66/100)          |
| Оценки критиков      |                   |
| Источник             | Оценка            |
| Allmusic             | [ 34 ]            |
| Entertainment Weekly | C+                |
| NME                  | (6/10)            |
| Pitchfork Media      | (4.2/10)          |
| Q                    | [ 33 ]            |
| Роберт Кристгау      | C+                |
| Rolling Stone        | [ 19 ]            |
| Slant Magazine       | [ 39 ]            |
| Spin                 | (7/10)            |
| Wall of Sound        | (87/100)          |

Machina занимает второе место среди альбомов с худшими продажами в дискографии The Smashing Pumpkins. Так, в США было продано всего около 600.000 копий (по состоянию на 2016 год): за первую неделю было продано 165 тысяч дисков, но уже на следующей неделе диск опустился в чарте с третьего места на двадцатое, продажи упали на 60 %, и это падение продолжалось и дальше. Несмотря на коммерческий провал, альбом добрался до третьей строчки чарта Billboard. Провальные продажи прокомментировал Джимми Чемберлин: «Чувство было такое, как будто твой ребёнок вылетает из школы после десяти лет отличной учёбы». В 2008 году Билли Корган перечислил в числе факторов, помешавших успеху альбома, раскол группы и уход Д’арси Рецки, конкуренцию со стороны групп Korn и Limp Bizkit, а также недостаток «альтернативности» самого альбома, концепцию которого никто не понял. Неудача нового альбома, по словам Коргана, означала конец карьеры для Smashing Pumpkins; если предыдущий диск, Adore, просто не понравился публике, то новый альбом её отпугнул.
На сайте Metacritic альбом получил в целом благоприятные отзывы и имеет рейтинг 66 из 100 на основе 15 обзоров. Джон Парелес из Rolling Stone приветствовал возвращение The Smashing Pumpkins к истокам и простоту идей, излагаемых в большинстве песен альбома, хотя и отмечал его концептуальные черты и смесь бунтарства с проповедью любви (по его словам, Корган «никак не может решить — то ли обратиться к Богу, то ли стать им самому»). По мнению Джима Дерогатиса из Chicago Sun-Times альбом объединяет рок-эмоцональность ранних альбомов The Smashing Pumpkins с мелодической и поэтической зрелостью Adore. Рецензент охарактеризовал Machina как «чрезвычайно впечатляющую и сильную запись» и назвал её «шедевром группы». Стивен Томас Эрлевайн на сайте AllMusic также отмечает, что новый альбом сочетает в себе черты Adore и Melon Collie (в частности, по его словам, «The Everlasting Gaze» намного ближе к року ранних альбомов, чем любая из песен Adore), но, в отличие от Дерогатиса, не считает, что эти черты являются их сильными сторонами. Эрлевайн пишет, что на протяжении всего альбома ни разу не ощущается, что это результат работы всей группы — все композиции как будто выполнены тандемом Корган-Флад. Редакция журнала NME тоже критиковала запись за то, что в ней не чувствовалось общей работы всей группы.
«С Machina квартет возвращается к своим гранж-роковым вершинам» — писал Кларк Коллис в газете Daily Telegraph. «[Корган] снова выглядит полным сил как писатель и вокалист с такими песнями, как „Stand Inside Your Love“ и „Try Try Try“, которые можно поставить в один ряд с его лучшими работами». Пол Эллиотт из журнала Q назвал альбом «в основном замечательным», хотя и не лишённым недостатков: «„Heavy Metal Machine“ — банальное название для унылой рок-песни». «Glass and the Ghost Children» звучит так, будто U2 в середине 80-х корчат из себя The Doors… Зачастую музыка Коргана звучит наиболее эффектно, когда он сохраняет простоту". Самой нежной и, возможно, лучшей песней альбома Эллиотт назвал «With Every Light». Отрицательное мнение о «Heavy Metal Machine» разделяет и Эрлевайн, называющий эту композицию «беззубой». Барри Уолтерс из Village Voice отмечал контраст между внешней стороной композиций, совместными усилиями Флада и Чемберлина снова зазвучавших как классический рок, и «сладким попсовым» содержанием; по его мнению, альбом получился излишне затянутым, в первую очередь из-за непомерной длины «Glass and the Ghost Children», но всё равно оставлял лучшее впечатление, чем другие крупномасштабные проекты Smashing Pumpkins.

## Переиздание
В 2015 году Корган планировал выпустить новую версию альбома с бонусами в рамках проекта по переизданию дискографии группы 1991—2000 годов. Однако его бывший лейбл, Universal, наложил временное вето на эту идею. Сам музыкант в интервью Entertainment Weekly в июле 2015 года рассказал, что, судя по сообщениям в социальных сетях, отношение к альбому в последние пять лет полностью изменилось и люди стали им интересоваться. По собственным словам, Корган уже потратил на проект добрых 300 часов, но из-за имущественного спора со студией вся деятельность по нему заморожена.

## Список композиций
Слова и музыка всех песен — Billy Corgan.
| №   | Название                       | Длительность |
| --- | ------------------------------ | ------------ |
| 1.  | «The Everlasting Gaze»         | 4:00         |
| 2.  | «Raindrops + Sunshowers»       | 4:39         |
| 3.  | «Stand Inside Your Love»       | 4:14         |
| 4.  | «I of the Mourning»            | 4:37         |
| 5.  | «The Sacred and Profane»       | 4:22         |
| 6.  | «Try, Try, Try»                | 5:09         |
| 7.  | «Heavy Metal Machine»          | 5:52         |
| 8.  | «This Time»                    | 4:43         |
| 9.  | «The Imploding Voice»          | 4:24         |
| 10. | «Glass and the Ghost Children» | 9:56         |
| 11. | «Wound»                        | 3:58         |
| 12. | «The Crying Tree of Mercury»   | 3:43         |
| 13. | «With Every Light»             | 3:56         |
| 14. | «Blue Skies Bring Tears»       | 5:45         |
| 15. | «Age of Innocence»             | 3:55         |

| №   | Название      | Длительность |
| --- | ------------- | ------------ |
| 16. | «Speed Kills» |              |

## Участники записи
The Smashing Pumpkins
- Билли Корган — вокал, гитара, бас-гитара, клавишные, фортепиано, продюсирование, худ. оформление, микширование
- Джеймс Иха — гитара, бас-гитара[52]
- Д’арси Рецки — бас-гитара (только некоторые треки)[52]
- Джимми Чемберлин — ударные

Приглашённые музыканты
- Майк Гарсон — фортепиано на «With Every Light»

Технический персонал
- Билл Дугласс — ассистент (микширование)
- Марк «Флад» Эллис — продюсирование, микширование
- Томми Липник — тех. ассистент
- Джеф Молл — ассистент (микшироание)
- Алан Молдер — микширование
- Эндрю Николз — ассистент (микшироание)
- Эрик Пайпергердис — ассистент (микшироание)
- Скотт Шимпф — тех. ассистент
- Грег Сильвестер — арт-директор
- Бьорн Торсруд[англ.] — запись, микширование, дополнительное музыкальное программирование
- Хауи Вайнберг[англ.] — мастеринг
- Говард Уиллинг — запись, микширование
- Василий Кафанов[англ.] — рисунки и офорты для буклета
- Томас Вульф — худ. оформление
- Елена Емчук — худ. оформление
- Майк Зейнер — ассистент (микшироание)

## Хит-парады
| Год  | Чарт           | Высшая позиция |
| ---- | -------------- | -------------- |
| 2000 | Австралия      | 2              |
| 2000 | Австрия        | 10             |
| 2000 | Великобритания | 7              |
| 2000 | Германия       | 4              |
| 2000 | Италия         | 2              |
| 2000 | Новая Зеландия | 4              |
| 2000 | США            | 3              |
| 2000 | Франция        | 4              |
| 2000 | Швеция         | 3              |

| Год  | Название                 | Чарт                     | Высшая позиция |
| ---- | ------------------------ | ------------------------ | -------------- |
| 1999 | «The Everlasting Gaze»   | Modern Rock Tracks       | 4              |
| 1999 | «The Everlasting Gaze»   | Mainstream Rock Tracks   | 14             |
| 2000 | «Stand Inside Your Love» | Australian Singles Chart | 32             |
| 2000 | «Stand Inside Your Love» | Modern Rock Tracks       | 2              |
| 2000 | «Stand Inside Your Love» | Mainstream Rock Tracks   | 11             |
| 2000 | «Stand Inside Your Love» | UK Singles Chart         | 23             |
| 2000 | «Try, Try, Try»          | UK Singles Chart         | 73             |